# Liste des titres musicaux numéro un en Allemagne en 2015
Cette page liste les titres numéro un dans les meilleures ventes de disques en Allemagne pour l'année 2015 selon Media Control Charts.
Les classements sont issus des 100 meilleures ventes de singles et des 100 meilleures ventes d'albums. Ils se déroulent du vendredi au jeudi, et sont publiés le mardi par l'industrie musicale allemande.

## Classement des singles
| №  | Date         | Artiste                                     | Titre                          | Référence |
| -- | ------------ | ------------------------------------------- | ------------------------------ | --------- |
| 1  | 2 janvier    | David Guetta feat. Sam Martin               | Dangerous                      |           |
| 2  | 9 janvier    | David Guetta feat. Sam Martin               | Dangerous                      |           |
| 3  | 16 janvier   | Kwabs                                       | Walk                           |           |
| 4  | 23 janvier   | Calvin Harris feat. Ellie Goulding          | Outside                        |           |
| 5  | 30 janvier   | James Newton Howard feat. Jennifer Lawrence | The Hanging Tree               |           |
| 6  | 6 février    | James Newton Howard feat. Jennifer Lawrence | The Hanging Tree               |           |
| 7  | 13 février   | OMI                                         | Cheerleader                    |           |
| 8  | 20 février   | Ellie Goulding                              | Love Me Like You Do            |           |
| 9  | 27 février   | Ellie Goulding                              | Love Me Like You Do            |           |
| 10 | 6 mars       | Ellie Goulding                              | Love Me Like You Do            |           |
| 11 | 13 mars      | Ellie Goulding                              | Love Me Like You Do            |           |
| 12 | 20 mars      | Ellie Goulding                              | Love Me Like You Do            |           |
| 13 | 27 mars      | Ellie Goulding                              | Love Me Like You Do            |           |
| 14 | 3 avril      | Lost Frequencies                            | Are You With Me                |           |
| 15 | 10 avril     | Lost Frequencies                            | Are You With Me                |           |
| 16 | 17 avril     | Wiz Khalifa feat. Charlie Puth              | See You Again                  |           |
| 17 | 24 avril     | Wiz Khalifa feat. Charlie Puth              | See You Again                  |           |
| 18 | 1er mai      | Wiz Khalifa feat. Charlie Puth              | See You Again                  |           |
| 19 | 8 mai        | Felix Jaehn feat. Jasmine Thompson          | Ain’t Nobody (Loves Me Better) |           |
| 20 | 15 mai       | Felix Jaehn feat. Jasmine Thompson          | Ain’t Nobody (Loves Me Better) |           |
| 21 | 22 mai       | Felix Jaehn feat. Jasmine Thompson          | Ain’t Nobody (Loves Me Better) |           |
| 22 | 29 mai       | Felix Jaehn feat. Jasmine Thompson          | Ain’t Nobody (Loves Me Better) |           |
| 23 | 5 juin       | Felix Jaehn feat. Jasmine Thompson          | Ain’t Nobody (Loves Me Better) |           |
| 24 | 12 juin      | Felix Jaehn feat. Jasmine Thompson          | Ain’t Nobody (Loves Me Better) |           |
| 25 | 19 juin      | Felix Jaehn feat. Jasmine Thompson          | Ain’t Nobody (Loves Me Better) |           |
| 26 | 26 juin      | Felix Jaehn feat. Jasmine Thompson          | Ain’t Nobody (Loves Me Better) |           |
| 27 | 3 juillet    | Cro                                         | Bye Bye                        |           |
| 28 | 10 juillet   | Cro                                         | Bye Bye                        |           |
| 29 | 17 juillet   | Cro                                         | Bye Bye                        |           |
| 30 | 24 juillet   | Lost Frequencies feat. Janieck Devy         | Reality                        |           |
| 31 | 31 juillet   | Lost Frequencies feat. Janieck Devy         | Reality                        |           |
| 32 | 7 août       | Robin Schulz feat. Francesco Yates          | Sugar                          |           |
| 33 | 14 août      | Sido feat. Andreas Bourani                  | Astronaut                      |           |
| 34 | 21 août      | Robin Schulz feat. Francesco Yates          | Sugar                          |           |
| 35 | 28 août      | Robin Schulz feat. Francesco Yates          | Sugar                          |           |
| 36 | 4 septembre  | Namika                                      | Lieblingsmensch                |           |
| 37 | 11 septembre | Die Ärzte                                   | Schrei nach Liebe              |           |
| 38 | 18 septembre | Sido feat. Andreas Bourani                  | Astronaut                      |           |
| 39 | 25 septembre | Sido feat. Andreas Bourani                  | Astronaut                      |           |
| 40 | 2 octobre    | Sido feat. Andreas Bourani                  | Astronaut                      |           |
| 41 | 9 octobre    | Sido feat. Andreas Bourani                  | Astronaut                      |           |
| 42 | 16 octobre   | Sido feat. Andreas Bourani                  | Astronaut                      |           |
| 43 | 23 octobre   | Sido feat. Andreas Bourani                  | Astronaut                      |           |
| 44 | 30 octobre   | Adele                                       | Hello                          |           |
| 45 | 6 novembre   | Adele                                       | Hello                          |           |
| 46 | 13 novembre  | Adele                                       | Hello                          |           |
| 47 | 20 novembre  | Adele                                       | Hello                          |           |
| 48 | 27 novembre  | Adele                                       | Hello                          |           |
| 49 | 4 décembre   | Adele                                       | Hello                          |           |
| 50 | 11 décembre  | Adele                                       | Hello                          |           |
| 51 | 18 décembre  | Adele                                       | Hello                          |           |
| 52 | 25 décembre  | Adele                                       | Hello                          |           |

## Classement des albums
| №  | Date         | Artiste                                           | Titre                                           | Référence |
| -- | ------------ | ------------------------------------------------- | ----------------------------------------------- | --------- |
| 1  | 2 janvier    | AC/DC                                             | Rock or Bust                                    |           |
| 2  | 9 janvier    | Helene Fischer                                    | Farbenspiel                                     |           |
| 3  | 16 janvier   | Unheilig                                          | Gipfelstürmer                                   |           |
| 4  | 23 janvier   | Prinz Porno                                       | PP=MC²                                          |           |
| 5  | 30 janvier   | Vega                                              | Kaos                                            |           |
| 6  | 6 février    | Favorite                                          | Neues von Gott                                  |           |
| 7  | 13 février   | Deichkind                                         | Niveau weshalb warum                            |           |
| 8  | 20 février   | Frank White                                       | Keiner kommt klar mit mir                       |           |
| 9  | 27 février   | Bushido                                           | Carlo Cokxxx Nutten 3                           |           |
| 10 | 6 mars       | Bande originale                                   | Cinquante nuances de Grey                       |           |
| 11 | 13 mars      | Wolfgang Petry                                    | Brandneu                                        |           |
| 12 | 20 mars      | Madonna                                           | Rebel Heart                                     |           |
| 13 | 27 mars      | Mark Knopfler                                     | Tracker                                         |           |
| 14 | 3 avril      | Mark Knopfler                                     | Tracker                                         |           |
| 15 | 10 avril     | Farid Bang                                        | Asphalt Massaka 3                               |           |
| 16 | 17 avril     | Frei.Wild                                         | Opposition                                      |           |
| 17 | 24 avril     | Frei.Wild                                         | Opposition                                      |           |
| 18 | 1er mai      | SpongeBozz                                        | Planktonweed Tape                               |           |
| 19 | 8 mai        | Xatar                                             | Baba aller Babas                                |           |
| 20 | 15 mai       | Genetikk                                          | Achter Tag                                      |           |
| 21 | 22 mai       | Andreas Gabalier                                  | Mountain Man                                    |           |
| 22 | 29 mai       | Sarah Connor                                      | Muttersprache                                   |           |
| 23 | 5 juin       | Santiano                                          | Von Liebe, Tod und Freiheit                     |           |
| 24 | 12 juin      | Compilation                                       | Sing meinen Song – Das Tauschkonzert - Volume 2 |           |
| 25 | 19 juin      | KC Rebell                                         | Fata Morgana                                    |           |
| 26 | 26 juin      | Lindemann                                         | Skills in Pills                                 |           |
| 27 | 3 juillet    | Die Amigos                                        | Santiago Blue                                   |           |
| 28 | 10 juillet   | Cro                                               | MTV Unplugged                                   |           |
| 29 | 17 juillet   | K.I.Z                                             | Hurra die Welt geht unter                       |           |
| 30 | 24 juillet   | Compilation                                       | Sing meinen Song – Das Tauschkonzert - Volume 2 |           |
| 31 | 31 juillet   | Compilation                                       | Sing meinen Song – Das Tauschkonzert - Volume 2 |           |
| 32 | 7 août       | Compilation                                       | Sing meinen Song – Das Tauschkonzert - Volume 2 |           |
| 33 | 14 août      | Paul Kalkbrenner                                  | 7                                               |           |
| 34 | 21 août      | Saltatio Mortis                                   | Zirkus Zeitgeist                                |           |
| 35 | 28 août      | Bon Jovi                                          | Burning Bridges                                 |           |
| 36 | 4 septembre  | Motörhead                                         | Bad Magic                                       |           |
| 37 | 11 septembre | Iron Maiden                                       | The Book of Souls                               |           |
| 38 | 18 septembre | Slayer                                            | Repentless                                      |           |
| 39 | 25 septembre | Pur                                               | Achtung                                         |           |
| 40 | 2 octobre    | The BossHoss                                      | Dos Bros                                        |           |
| 41 | 9 octobre    | Kastelruther Spatzen                              | Heimat – Deine Lieder                           |           |
| 42 | 16 octobre   | Compilation                                       | Chronik III                                     |           |
| 43 | 23 octobre   | Majoe                                             | Breiter als 2 Türsteher                         |           |
| 44 | 30 octobre   | Sarah Connor                                      | Muttersprache                                   |           |
| 45 | 6 novembre   | Peter Maffay                                      | Tabaluga - Es lebe die Freundschaft!            |           |
| 46 | 13 novembre  | Bushido & Shindy                                  | Cla$$ic                                         |           |
| 47 | 20 novembre  | Helene Fischer & the Royal Philharmonic Orchestra | Weihnachten                                     |           |
| 48 | 27 novembre  | Adele                                             | 25                                              |           |
| 49 | 4 décembre   | Helene Fischer & the Royal Philharmonic Orchestra | Weihnachten                                     |           |
| 50 | 11 décembre  | Helene Fischer & the Royal Philharmonic Orchestra | Weihnachten                                     |           |
| 51 | 18 décembre  | Kollegah                                          | Zuhältertape Volume 4                           |           |
| 52 | 25 décembre  | Helene Fischer & the Royal Philharmonic Orchestra | Weihnachten                                     |           |

## Hit-Parade de l'année
| Singles | Albums |
| --- | --- |
| 1. OMI – Cheerleader 2. Lost Frequencies – Are You with Me 3. Felix Jaehn feat. Jasmine Thompson – Ain't Nobody 4. Ellie Goulding – Love Me like You Do 5. Major Lazer & DJ Snake feat. MØ – Lean On 6. Sido feat. Andreas Bourani – Astronaut 7. Adele – Hello 8. Robin Schulz feat. Francesco Yates – Sugar 9. Wiz Khalifa feat. Charlie Puth – See You Again 10. Kygo feat. Conrad – Firestone | 1. Helene Fischer – Weihnachten 2. Adele – 25 3. Sarah Connor – Muttersprache 4. Helene Fischer – Farbenspiel 5. Compilation – Sing meinen Song – Das Tauschkonzert (de) Vol. 2 6. Santiano – Von Liebe, Tod und Freiheit 7. Frei.Wild – Opposition 8. Andreas Bourani – Hey 9. Ed Sheeran – x 10. Kollegah – Zuhältertape Volume 4 |